# Adolf Ermer
Adolf Ermer (* 17. Juni 1939; † 7. April 2010) war ein deutscher Fußballschiedsrichter.
Der aus dem bayerischen Weiden stammende Ermer leitete ab 1975 insgesamt 57 Partien in der 2. Bundesliga. Ab 1981 war er zusätzlich als Schiedsrichter in der 1. Bundesliga tätig und leitete dort insgesamt 41 Spiele. Mit Erreichen der Altersgrenze beendete er 1986 seine Tätigkeit als Schiedsrichter.